# Österreichisches Deutsch
Als österreichisches Deutsch, auch österreichisches Schriftdeutsch, österreichisches Standarddeutsch oder kurz Österreichisch wird die in Österreich gebräuchliche Varietät der neuhochdeutschen Standardsprache bezeichnet. Sie ist wie die anderen Standardvarietäten im deutschen Sprachraum, das Schweizer Hochdeutsch und die hochdeutsche Standardsprache in Deutschland, aus der obersächsischen Kanzleisprache hervorgegangen, jedoch beeinflusst durch den bis in die 1770er-Jahre in Österreich und Süddeutschland gängigen Standard des Gemeindeutschen.
Diese löste in Österreich spätestens ab 1774 mit der Einführung der Unterrichtspflicht und in einem weiteren Schritt ab 1780 mit der Einführung der neuen Beamtensprache die zuvor gebräuchliche oberdeutsche Schreibsprache (Gemeindeutsch) ab, da sich Maria Theresia und ihr Sohn Joseph II. aus politisch-pragmatischen Gründen gegen die den bairisch- und alemannischsprachigen Österreichern eigentlich näherstehende oberdeutsche Schreibsprache entschieden hatten. Dies geschah insbesondere auf Betreiben des österreichisch-mährischen Schriftstellers Joseph von Sonnenfels. Dabei ging man eher pragmatisch als puristisch vor, wodurch österreichische Besonderheiten weiterhin erhalten geblieben und Teil des Standards geworden sind, auch wenn man andererseits sogar Ortsnamen entsprechend der tatsächlichen Aussprache laut den Regeln der (ober-)sächsischen Kanzlei neu verschriftlicht (z. B. Schwöchat → Schwechat, Gleinstötten → Gleinstätten) oder umgekehrt lautlich an die neue Schriftsprache angepasst hat (z. B. das bairische [i] an das thüringisch-sächsische [y] wie in Windische Pihel → Windische Bühel).
Das österreichische Deutsch verfügt, wie die anderen Standardvarietäten im deutschen Sprachraum, über einen spezifischen Wortschatz (siehe: Liste von Austriazismen), spezifische Redensarten und Besonderheiten in Grammatik, Aussprache (sowohl Phonologie als auch Intonation) und Rechtschreibung (soweit dies die Reform von 1996 zulässt) und ist auch statistisch durch das Fehlen oder seltenere Auftreten bestimmter Wortelemente der außerhalb Österreichs verwendeten deutschen Sprachformen charakterisiert. Das österreichische Standarddeutsch ist von der Umgangssprache und den in Österreich gebräuchlichen bairischen und alemannischen Dialekten abzugrenzen.
Das vom österreichischen Unterrichtsministerium mitinitiierte und für Schulen und Ämter Österreichs verbindliche Österreichische Wörterbuch, in seiner Funktion dem Rechtschreibduden ähnlich, dokumentiert das Vokabular der deutschen Sprache in Österreich seit 1951.

## Allgemeines
Die Besonderheiten der österreichischen Hochsprache haben unterschiedliche Ursprünge. So entstammen einige Begriffe und zahlreiche Besonderheiten der Aussprache den in Österreich verbreiteten Mundarten und regionalen Dialekten; andere wurden nicht-deutschsprachigen Kronländern der Habsburgermonarchie entlehnt. Österreichische rechts- und verwaltungstechnische Begriffe sowie grammatikalische Besonderheiten gehen auf das Amtsdeutsch im Habsburgerreich (nach 1804: Kaisertum Österreich; nach 1867: Doppelmonarchie Österreich-Ungarn) zurück, dessen Ursprünge Joseph von Sonnenfels ab dem Jahr 1784 maßgeblich mitgeprägt hatte.
Außerdem umfasst ein wichtiger Teil des speziell österreichischen Wortschatzes den kulinarischen Bereich; nur 23 dieser Ausdrücke aus dem Bereich der Landwirtschaft sind durch Verträge mit der Europäischen Gemeinschaft geschützt, damit EU-Recht Österreich nicht zwingt, hier fremde deutschsprachige Begriffe anzuwenden.
Daneben gibt es in Österreich abseits der hochsprachlichen Standardvarietät noch zahlreiche regionale Dialektformen, hier insbesondere bairische und alemannische Dialekte. Diese werden in der Umgangssprache sehr stark genutzt, finden aber abgesehen von den oben angesprochenen Einflüssen keinen direkten Niederschlag in der Schriftsprache (ausgenommen Mundartdichter, Musiker).
Am österreichischen Deutsch zeigt sich die plurizentrische Eigenschaft der deutschen Sprache, ein typisches Merkmal sprecherreicher Sprachen, die über Staatsgrenzen hinaus verbreitet sind. Allerdings gibt es zur Plurizentrik des Deutschen einen laufenden Entwicklungs- und Diskussionsprozess in der Germanistik, die noch bis in die 1980er Jahre die Monozentrik des Deutschen vertrat (Binnendeutsch) und das 1952/1953 angestoßene Konzept der plurizentrischen Sprache erst seither entwickelt und verfeinert hat.
Deshalb ist der Begriff des österreichischen Deutsch nicht unumstritten, wird aber von der Mehrzahl der Sprachwissenschafter Österreichs vertreten.
Im Tourismusland Österreich mit einem hohen Anteil von Urlaubern aus Deutschland wurden einige von dort stammende Begriffe regional oder in bestimmten Branchen im Umgang mit Kunden oder allgemein (zusätzlich) üblich. In Sprachkarten ist auch manchmal zu bemerken, dass Begriffe große Landstriche überspringen und etwa in Kärnten oder – dem Österreich nahestehenden – Südtirol auftauchen.

## Geschichtliche Entwicklung

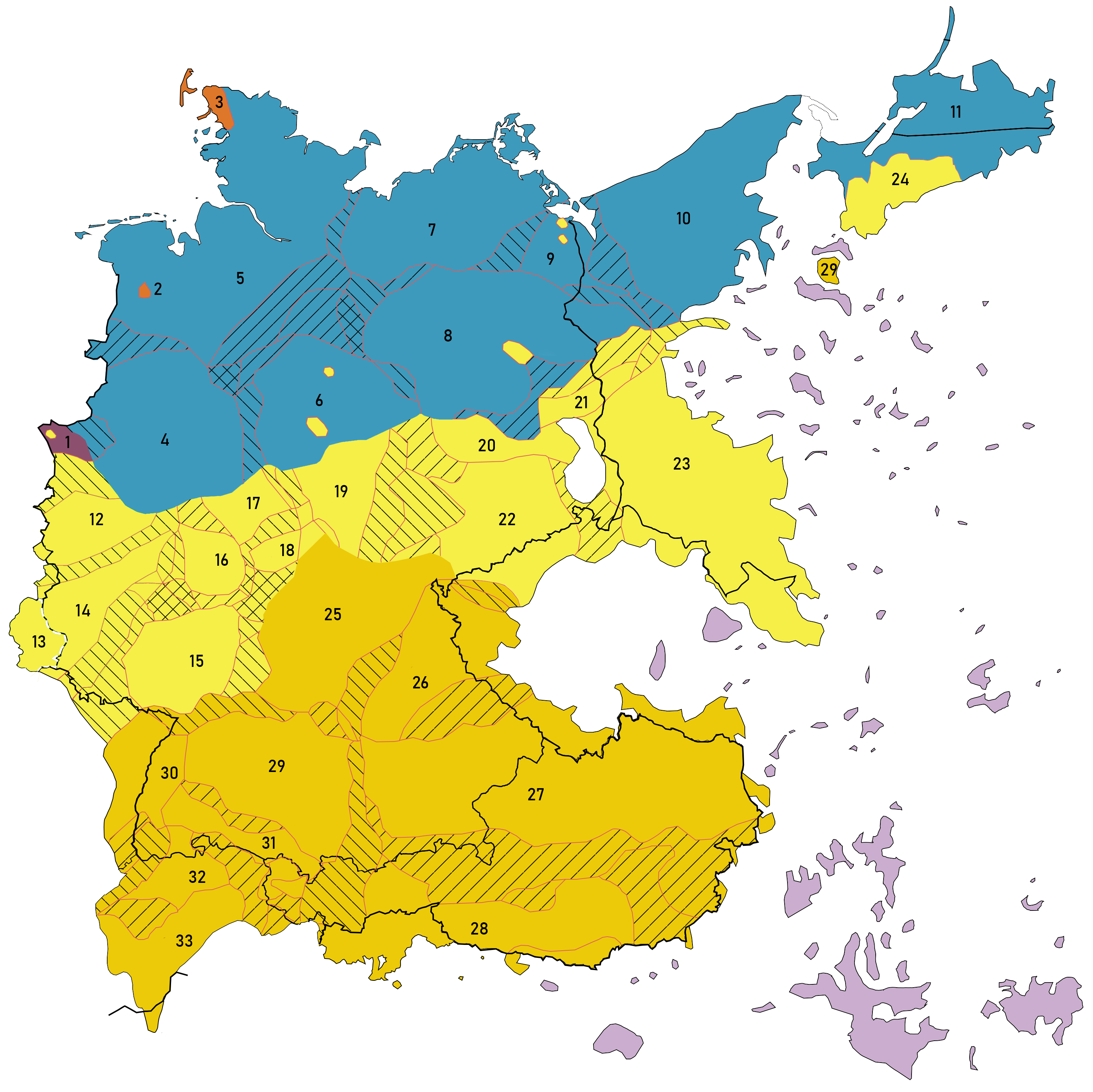

Karte der Kronländer Österreich-Ungarns

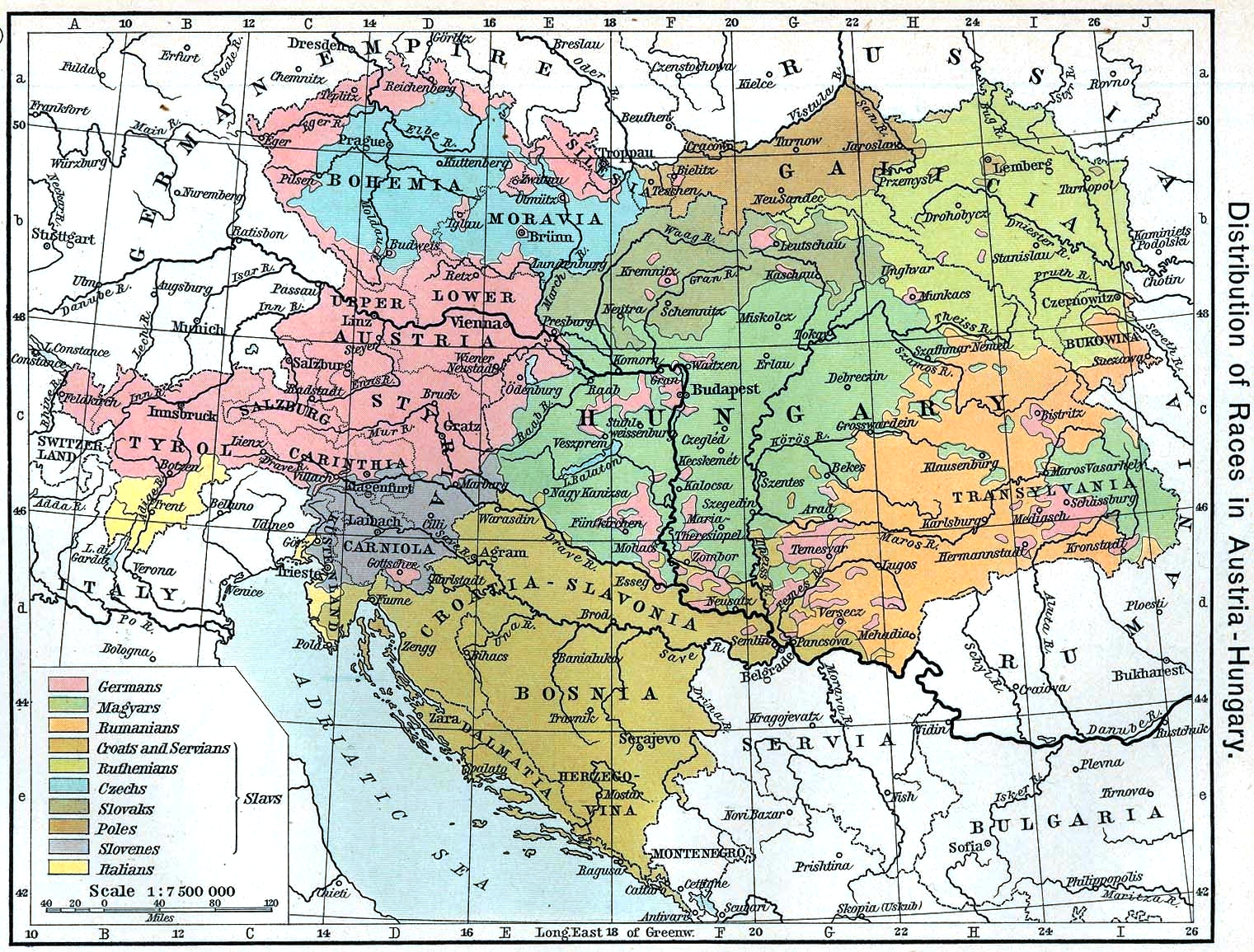
Nationalitäten und Umgangssprachen in Österreich-Ungarn 1910/1911

| Deutsches Sprachgebiet um 1900 (nach Peter Wiesinger und Werner König) mit den folgenden dialektalen Großgruppen: Niederfränkisch 1. Niederrheinisch Friesisch 2. Saterländisch 3. Nordfriesisch Niederdeutsch 4. Westfälisch 5. Nordniedersächsisch 6. Ostfälisch 7. Mecklenburgisch-Vorpommersch 8. Brandenburgisch 9. Mittelpommersch 10. Ostpommersch 11. Niederpreußisch Mitteldeutsch 12. Ripuarisch 13. Luxemburgisch 14. Moselfränkisch 15. Rheinfränkisch 16. Zentralhessisch 17. Nordhessisch 18. Osthessisch 19. Thüringisch 20. Nordobersächsisch 21. Südmärkisch 22. Obersächsisch 23. Schlesisch 24. Hochpreußisch Oberdeutsch 25. Oberfränkisch 26. Nordbairisch 27. Zentralbairisch 28. Südbairisch 29. Schwäbisch 30. Niederalemannisch 31. Mittelalemannisch 32. Hochalemannisch 33. Höchstalemannisch Deutsche Sprachinseln in fremdsprachigem Gebiet |

### 18. Jahrhundert
Im 18. Jahrhundert erforschte der altösterreichische Sprachforscher Johann Siegmund Popowitsch Unterschiede zwischen dem in den österreichischen Erblanden und anderen Teilen des Heiligen Römischen Reichs Deutscher Nation gesprochenen und geschriebenen Deutsch. Popowitsch war Slowene aus der Untersteiermark; von 1753 bis 1766 war er an der Universität Wien Professor für deutsche Sprache und ein Gegner Gottscheds, der die deutsche Sprache nach dem meißnischen Sprachgebrauch normierte. Bis ins 18. Jahrhundert war in den habsburgischen Territorien sowie im katholischen Süddeutschland die oberdeutsche Schreibsprache vorherrschend, verschwand dann allerdings schnell zugunsten des „protestantischen“, weil auf Luther zurückgehenden meißnischen Standarddeutschen.
Bei seinem Tod 1774 hinterließ Popowitsch einen umfangreichen Zettelkasten, aus dem das erste österreichische Wörterbuch hätte hervorgehen sollen.
Während der Zeit Maria Theresias und Josephs II. engagierte sich der österreichische Aufklärer und Schriftsteller Joseph von Sonnenfels, Professor an der Universität Wien, für die Vereinheitlichung der Sprache und die Reduktion der Sprachenvielfalt in der Verwaltung des Vielvölkerstaates (allerdings mit einem pragmatisch-aufklärerischen Zugang klar abgegrenzt vom mechanisch-puristischen Zugang Gottscheds). 1784, als Joseph II. versuchte, die deutsche Sprache als allgemeine Amtssprache durchzusetzen, schuf Sonnenfels mit seinem Buch Über den Geschäftsstil: die ersten Grundlinien für angehende österreichische Kanzleybeamten ein Standardwerk, das bis 1848 an österreichischen Universitäten (insb. juridischen Fakultäten) maßgeblich war:

„Erklärtes Ziel des Lehrbuches war es, die Sprache der Verwaltung so zu normieren, dass sie überall im großen Vielvölkerstaat einheitlich gehandhabt würde, so dass ein Beamter, der plötzlich an einen neuen Dienstort versetzt würde (eine durchaus wirklichkeitsnahe Überlegung), in der Lage wäre, ohne zusätzliche Einschulung so weiterzuarbeiten wie bisher. In ausdrücklicher Abgrenzung vom Sprachpurismus eines Gottsched legte Sonnenfels das Hauptaugenmerk nicht auf eine einheitliche deutsche Standardsprache, sondern erhob, durch und durch pragmatisch orientiert, die allgemeine Verständlichkeit zum obersten Ziel des Sprachgebrauchs der staatlichen Verwaltung. Floskeln und rhetorischer Schwulst sollten nach Möglichkeit eliminiert werden, Kürze, Prägnanz und übersichtliche Gliederung der Ausführungen galten als oberste Maximen, wobei Sonnenfels ausdrücklich dafür eintrat, sich nicht an einem abstrakten Ideal von Sprachreinheit zu orientieren, sondern sich nach Möglichkeit des Vokabulars der gemeinverständlichen Umgangssprache zu bedienen. Damit wurde sein einflussreiches Lehrbuch schließlich zu einem wesentlichen Ausgangspunkt der allgemeinen Etablierung der österreichischen Standardvarietät der deutschen Sprache.“

Der Versuch Josephs II., Deutsch als alleinige Amtssprache (auch in Ungarn) zu etablieren, scheiterte vorerst; andererseits griffen die von ihm und seiner Mutter Maria Theresia eingeleiteten Reformen im Bildungswesen, insbesondere auch bei den höheren Bildungseinrichtungen, an denen Beamte ausgebildet wurden. Die Vielsprachigkeit war zugleich Chance und Bedrohung des gesamten Staatswesens, sodass die Beamtenschaft der Habsburgermonarchie bewusst im Sinne eines übernational ausgerichteten Gesamtstaatsbewusstseins ausgebildet wurde.

### Vom Vormärz bis zum Ersten Weltkrieg
Damit bildeten die Beamten eine eigene Gesellschaftsschicht und waren Teil des intellektuellen Bürgertums Österreichs. Viele Beamte betätigten sich sogar als Schriftsteller und wirkten damit wiederum auch auf den höheren Sprachgebrauch außerhalb des Amtswesens. Prominentestes Beispiel dafür ist der österreichische Hofbeamte und Dramatiker Franz Grillparzer, dem allerdings von kritischen Zeitgenossen wegen seiner Habsburg-Dramen (u. a. Ein Bruderzwist in Habsburg, König Ottokars Glück und Ende) eine zu starke Anbiederung an das Herrscherhaus vorgeworfen wurde.
Nach der Auflösung des Deutschen Bundes 1866 und der Neuformierung der Gesamtmonarchie als Österreich-Ungarn 1867 trat zunehmend das Spannungsfeld zwischen dem österreichischen Deutsch und dem „Deutschen Sprachpurismus“ zutage. Die I. Orthographische Konferenz in Berlin erzielte 1876 keine Einigung über eine einheitliche gesamtdeutsche Orthografie. Daraufhin wurden 1879 die in Österreich üblichen schriftsprachlichen Gewohnheiten als Regeln und Wörterverzeichnis für die deutsche Rechtschreibung kodifiziert.
Bedingt durch den gemeinsamen Verwaltungskörper und den kulturellen Austausch im Kaisertum Österreich und der Doppelmonarchie Österreich-Ungarn sind auch zahlreiche Lehnwörter aus dem Tschechischen, Ungarischen, Italienischen, Slowenischen, Kroatischen, Serbischen usw. in das österreichische Deutsch aufgenommen worden.

### Österreich seit 1918
Im Zuge der Verabschiedung des österreichischen Bundes-Verfassungsgesetzes (B-VG) im Jahre 1920 hat der damalige Verfassungsgesetzgeber die deutsche Sprache (ohne nähere Spezifikation) in Artikel 8 Absatz 1 B-VG als offizielle Staatssprache festgeschrieben. Der später ergänzte Art. 8 Abs. 2 B-VG erkennt auch die bodenständigen Minderheitensprachen in Österreich an:

„Artikel 8 B-VG

(1) Die deutsche Sprache ist, unbeschadet der den sprachlichen Minderheiten bundesgesetzlich eingeräumten Rechte, die Staatssprache der Republik.

(2) Die Republik (Bund, Länder und Gemeinden) bekennt sich zu ihrer gewachsenen sprachlichen und kulturellen Vielfalt, die in den autochthonen Volksgruppen zum Ausdruck kommt. Sprache und Kultur, Bestand und Erhaltung dieser Volksgruppen sind zu achten, zu sichern und zu fördern.“

Heute haben etwa 88 % der österreichischen Bevölkerung Deutsch als Muttersprache.

## Charakteristika des heutigen österreichischen Deutsch

### Unterschiede zum bundesdeutschen Hochdeutsch
Das österreichische Deutsch unterscheidet sich in Teilen des Wortschatzes, grammatikalischen Besonderheiten, der Schreibweise und auch in der Aussprache von jenem Hochdeutsch, das in Deutschland durch den Duden kodifiziert ist. Der Duden kennzeichnet 0,4 % aller Wörter als österreichisch. Aktuelle germanistische Entwicklungen wurden berücksichtigt. Österreich hat sich an der Reform der deutschen Rechtschreibung von 1996 beteiligt, ohne dabei jedoch seine sprachlichen Besonderheiten aufzugeben, was im Österreichischen Wörterbuch in seiner derzeit 43. Auflage entsprechend berücksichtigt ist.

„Das österreichische Deutsch wurde besonders von der österreichischen, teilweise aber auch von der deutschen und außerdeutschen germanistischen Sprachwissenschaft beschrieben und charakterisiert. Es zeichnet sich in seiner geschriebenen Form besonders durch Eigenheiten im Wortschatz hauptsächlich als Bezeichnungen und seltener auch durch Bedeutungen (onomasiologische und semasiologische Besonderheiten) sowie in geringerem Umfang durch morphologische Eigenheiten in der Formen- und Wortbildung einschließlich der Genera des Substantivs, syntaktische und phraseologische sowie auch pragmatische Besonderheiten aus. Mündlich kommen dann vor allem noch Besonderheiten der Aussprache mit Lautbildung und Wortakzentuierung hinzu.“

Robert Sedlaczek bekräftigt ebenso die Stellung des österreichischen Deutsch als Sprachvarietät:

„Dass das österreichische Deutsch und das deutsche Deutsch nicht zwei verschiedene Sprachen sind, versteht sich von selbst. Es handelt sich in beiden Fällen um Varietäten der […] plurizentrischen deutschen Sprache.“

### Einflüsse der Donaumonarchie und des Jiddischen

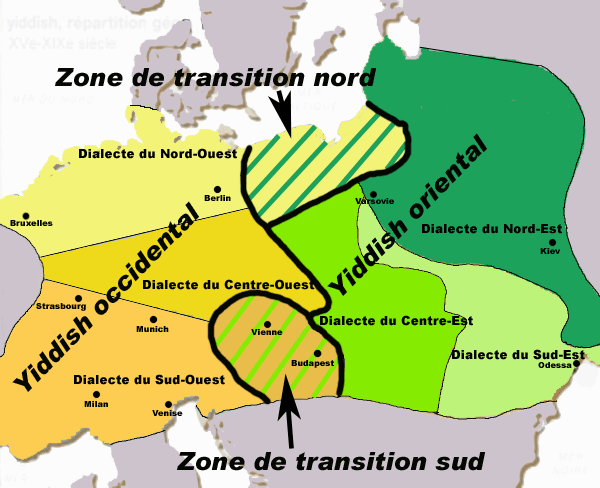
Wien und Budapest als die beiden Großstädte, in denen der südliche jiddische Übergangsdialekt gesprochen wurde.

Das österreichische Deutsch wurde und wird durch die anderen Sprachen Mitteleuropas beeinflusst, zumal jene der ehemaligen Kronländer, also beispielsweise Tschechisch, Ungarisch, Slowenisch, Italienisch. Der Einfluss des jüdischen Bürgertums, insbesondere in Wien und Prag, sowie des Ostjudentums bis 1938 schlägt sich in der vermehrten Verwendung von jiddischen Ausdrücken nieder.

### Gemeinsamkeiten mit Altbayern
Ein Teil des Wortschatzes der österreichischen Standardsprache ist auch in den mittel- und südbairischen Dialekten verankert und wird daher fallweise auch in den übrigen bairischen Sprachgebieten in Altbayern verwendet (Bsp.: Rindsbraten), andere österreichische Wörter sind aber auch in Bayern unbekannt (Bsp.: Rettung, Patschen (auch: platter Reifen)).

### Wechsel der Sprachschicht
In der sprachlichen Gegenwart des österreichischen Deutsch kann man sehr häufig einen Wechsel der Sprachschichten beobachten. So werden in hochsprachlich gesprochene Sätze immer wieder umgangssprachliche Wörter und Dialektbegriffe eingebaut. Umgekehrt werden zur Betonung innerhalb der Umgangssprache einzelne, betonte Wörter zur Verstärkung in Hochsprache ausgedrückt.
Dies geschieht nicht als Anbiederung an die jeweils andere Sprachschicht, sondern dient einer stilistischen Nuancierung und Erweiterung der Ausdrucksmöglichkeit. Es ist keine Vermischung, sondern zeigt das Wissen um die jeweilig anderen Sprachschichten und deren Alltagsbedeutung – vor allem deshalb, weil oftmals die gleichen Wörter in den jeweils anderen Sprachschichten unterschiedliche Bedeutungen haben können.
Dieser Sprachschichtwechsel ist auch in der österreichischen Literatur sehr häufig zu finden (Karl Kraus: Die letzten Tage der Menschheit, Arthur Schnitzler etc.), in der österreichischen Presse (immer weniger), aber auch als Bestandteil des „Burgtheaterdeutsch“, das lange die typisch österreichische Hochsprachreferenz schlechthin war, infolge der Aufnahme von Schauspielern aus anderen deutschen Sprachregionen in das Ensemble heute aber an diesem Theater nicht mehr durchgängig gesprochen wird.

### Gebrauchsunterschiede bei einzelnen Sprachformen
Untersuchungen haben gezeigt, dass in Österreich Sprachformen in formellen Kontexten akzeptiert werden, die in Deutschland unüblich sind, weil sie zu informell wirken. Joachim Grzega bezeichnet dieses Merkmal des österreichischen Deutsch als Nonchalance. Selbst in geschriebener Sprache wie Zeitungen werden eher Zitate mit umgangssprachlichen Elementen verwendet, während im Bundesdeutschen eher indirekte Rede mit „geglätteter“ Sprache verwendet wird.

### Personennamen
Die Bezeichnung Name wird in Österreich (ähnlich wie bei den benachbarten slawischen Sprachen), aber auch in Bayern meistens nicht für den Nachnamen verwendet, sondern für die Kombination aus Vor- und Nachnamen oder auch nur für den Vornamen.

#### Reihenfolge
In einigen Kontexten gibt es in Österreich, aber auch in Bayern die Tendenz, das Format (Artikel) Nachname Vorname zu verwenden. Dies entspricht der im Ungarischen generell üblichen Praxis. Beispiele: (die) Huber Mitzi und (der) Gruber Franz entsprechend (az) Orbán Viktor und (a) Petőfi Sándor.

#### Namenszusätze wie Titel und akademischen Grade
Die Anrede mit Berufsbezeichnungen, Titeln und akademischen Graden ist in Österreich wesentlich üblicher als in Deutschland und der Schweiz, wo solche Formen sehr unterschiedlich und sprachgruppenabhängig gehandhabt werden. So gelten in deutschen Schulen und Hochschulen akademische Namenszusätze, zumindest in der mündlichen Kommunikation, als veraltet und werden heute im Umgang zwischen Personen unterschiedlichen Ranges (Studierende – Hochschullehrer) meistens und zwischen gleichrangigen Personen grundsätzlich gemieden und durch die Anrede „Herr“ oder „Frau“, gefolgt vom Nachnamen ersetzt. Der Namenszusatz „Dr.“ ist in der mündlichen Anrede meist auf Ärzte beschränkt. Insbesondere im Westen und im Norden Deutschlands werden Namenszusätze als veraltet oder anbiedernd abgelehnt.  
In Österreich sind Namenszusätze hingegen in Beruf und Alltag selbstverständlich und die dadurch ausgedrückten Statusrelationen Teil des gesellschaftlichen Umgangs. Mit deren Gebrauch oder Nichtgebrauch werden oft subtile Signale gesetzt, die von Nichtösterreichern unbemerkt bleiben. Auch werden in Österreich nicht nur die Namenszusätze „Dr.“ und „Prof.“ gepflegt, sondern auch „Mag.“ (gesprochen „Magister“), „DI“ oder „Dipl.-Ing.“ (gesprochen „Diplomingenieur“). In der Schule sind Anreden wie „Herr Lehrer“ (Volksschule) oder  „Frau Professor“ (weiterführende Schule) nach wie vor üblich.   
In Deutschland und der Schweiz sind solche Verbalisierungen von Statusrelationen seit Jahrzehnten unüblich. Sie sind dort als Ausdruck von Unterwürfigkeit negativ belegt und werden, wenn überhaupt, nur ironisch gebraucht. Nur noch selten werden in Österreich Namenszusätze des Ehemanns auf die Ehefrau übertragen. Hingegen ist das Weglassen des Nachnamens nach dem Titel oder akademischen Grad übliche Praxis, während in der Schweiz oder in Deutschland diese Art der Anrede als anonym empfunden wird und immer weniger gebraucht wird.  
Auch wenn Namenszusätze in Österreich rechtlich genauso wenig als Namensbestandteile gelten wie in den Nachbarländern, wird deren Weglassen – auch in der mündlichen Kommunikation – oft als unhöflich empfunden. Auch bei zunehmender Vertrautheit werden sie eher selten weggelassen; hier wechselt man eher gleich zu Vornamen und Du-Anrede. Eine graduelle Abkehr von Namenszusätzen scheint sich durch die Bologna-Reform mit ihren nachgestellten akademischen Graden wie „BSc“, „MSc“ und „PhD“ auf lange Frist zu ergeben.
Die Bedeutung akademischer Titel in der Anrede findet sich außer in Österreich auch in anderen Nachfolgestaaten der k.u.k. Monarchie, unbeschadet von Jahrzehnten sozialistischer Gesellschaftsordnung. Laut Muhr reflektiert der Gebrauch von Titeln in Österreich fortbestehende „korporatistische Strukturen“ und sozialpsychologisch „ein erhebliches Maß an Akzeptanz von Obrigkeit und Autorität“. Ehlers hingegen warnt vor Überinterpretation des als „fossilisiert“ bezeichneten Titelgebrauchs als alleiniges Indiz kultureller oder mentaler Differenzen zwischen Deutschland und Österreich. Als solches Relikt ist das Phänomen bisweilen Gegenstand (selbst-)ironischer bis folkloristischer Betrachtung und daraus folgender Stereotypisierung.

## Wortschatz in Österreich

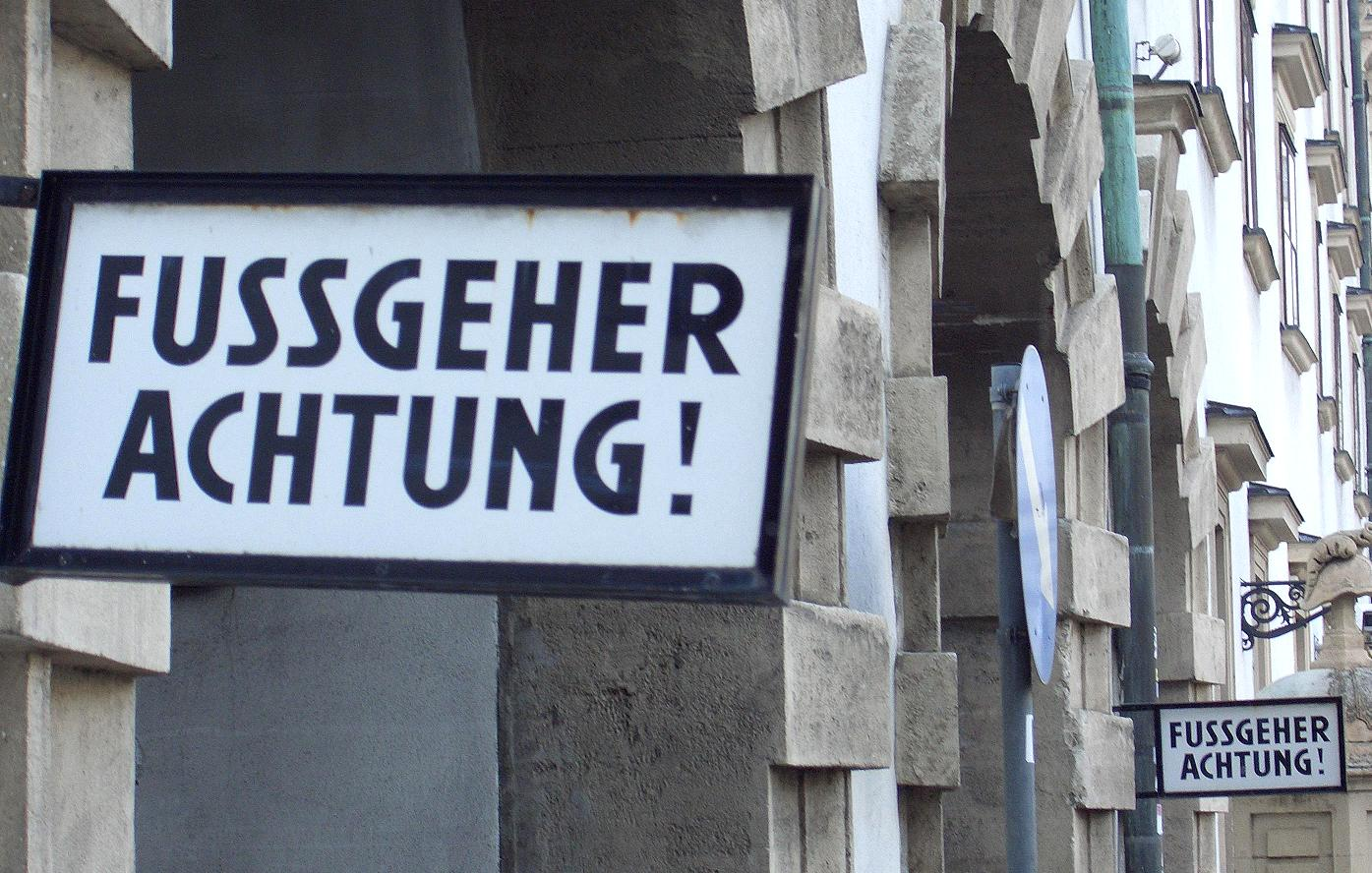
Straßenschild in der Wiener Hofburg

### Österreichisches Amts- und Juristendeutsch
Das so genannte österreichische Amtsdeutsch geht teilweise auf die Habsburgermonarchie zurück.
Im Folgenden sind österreichische Ausdrücke aus dem Bereich Verwaltung und Politik angeführt, daneben die jeweilige Entsprechung in Deutschland:
- der Akt = die Akte
- ein Amt zurücklegen = ein Amt niederlegen
- die Angelobung = die Vereidigung
- Asylwerber = Asylbewerber
- bedingte Haft = Haft auf Bewährung
- beeinspruchen = Einspruch erheben gegen, Berufung einlegen gegen
- in Evidenz halten = vormerken
- Gleichschrift, veraltend für Abschrift
- Klub = Fraktion (im Parlament)
- Klubobmann = Fraktionsvorsitzender
- Parteienverkehr = Sprechzeiten (bei einer Behörde)
- perlustrieren = bei einer Personenkontrolle (einen Verdächtigen) untersuchen
- pragmatisieren = verbeamten (in das Beamtenverhältnis überführen)
- sequestrieren (nur noch in Südtirol in Gebrauch) = beschlagnahmen
- skartieren = Akten vernichten
- urgieren = auf eine Entscheidung drängen
- in Verstoß geraten = derzeit nicht auffindbar (in den falschen Aktenstapel geraten)

Ebenso werden in der Rechtssprache und in der österreichischen Gesetzgebung Ausdrücke verwendet, die z. B. in Deutschland nicht vorkommen, einen anderen Bedeutungsinhalt haben (z. B. Besitz) oder ungebräuchlich sind. Ebenso weichen Rechtsausdrücke – oft aufgrund der vom Gesetzgeber gewählten Terminologie – im Detail von den in Deutschland gebräuchlichen, sinngleichen Ausdrücken ab (z. B. in Österreich: Schadenersatz, Schmerzengeld laut dem ABGB 1811, ebenso im liechtensteinischen ABGB; in Deutschland: Schadensersatz, Schmerzensgeld).
Generell lässt sich in Österreich eine häufigere Verwendung von Latinismen in der Rechtssprache feststellen, was vor allem darauf zurückzuführen ist, dass das kurz vor 1900 entstandene deutsche BGB die zuvor auch in Deutschland weit verbreiteten lateinischen Rechtsausdrücke aus dem römischen Recht (Pandekten) bewusst vermied oder „eindeutschte“. Beispiele sind nur in Österreich oder öfter als in Deutschland verwendete Ausdrücke wie Legat (Vermächtnis), Servitut (Dienstbarkeit), Causa (Fall; bedeutet in Deutschland jedoch „Rechtsgrund“), Kuratel (heute abwertend für Sachwalterschaft) oder Krida.
Bei den Dienstgraden des österreichischen Bundesheeres sind Unterschiede etwa zu den Bezeichnungen in der deutschen Bundeswehr vor allem unterhalb der Offiziersebene stark ausgeprägt. Beispiele sind die Dienstgrade Korporal (Deutschland: Hauptgefreiter/Stabsgefreiter), Wachtmeister (ersetzte in Österreich 1919 die „Feldwebel“-Bezeichnungen im Bundesheer; in Deutschland bis 1945 bei der Artillerie und Kavallerie verwendet, in der NVA der DDR bis 1970 bei der Artillerie), Vizeleutnant (höchster Unteroffiziersdienstgrad, dem Oberstabsfeldwebel der Bundeswehr entsprechend) oder Brigadier (D: Brigadegeneral). Kommandeure (D: Befehlshaber von Truppeneinheiten) sind in Österreich stets Kommandanten (in D. Befehlshaber fester Plätze wie Kasernen, Militär-Hospitäler usw. und von Fahrzeugen wie Panzern, Schiffen usw.). Das spiegelt sich auch in anderen Organisationen wider, sodass es etwa bei der Feuerwehr keinen Gruppenführer wie in Deutschland, sondern einen Gruppenkommandanten gibt, beim Roten Kreuz einen Kolonnenkommandanten.
Amtlich für Kindergarten (Alltagssprache) ist Kindertagesheim, die in Deutschland gebräuchlichen Bezeichnungen Kindertagesstätte und Kita sind in Österreich unüblich oder gar unbekannt.
Im Verkehrsbereich hat eine Lichtzeichenanlage in Österreich eine ganz andere Bedeutung als in Deutschland. Die in beiden Ländern ugs. als Ampel bezeichnete heißt in Österreich Lichtsignalanlage (VLSA: Verkehrslichtsignalanlage), während die Lichtzeichenanlage einen unbeschrankten Bahnübergang kennzeichnet. Im Transport ist die offizielle Bezeichnung Frächter für einen Frachtführer.

#### Schulwesen
Im Schulbereich gibt es nach der Volksschule (Deutschland: Grundschule, früher und gelegentlich noch in Bayern auch Volksschule) zwei weiterführende Regelschultypen, nämlich die Mittelschule mit zwei Leistungsniveaus, die etwa der deutschen Haupt- und Realschule entsprechen, und das Gymnasium, das verschiedene Ausprägungen kennt, welche mit dem Überbegriff Allgemeinbildende Höhere Schule (AHS) bezeichnet werden. Die Matura in Österreich entspricht dem Abitur in Deutschland. Vertretungsstunden werden suppliert, Noteneintragungen wie auch in Südbayern kollationiert.
Im Mathematikunterricht wird nicht die Fakultät, sondern das Faktorielle berechnet, die Seitensymmetrale statt der Mittelsenkrechten errichtet und mehr vom Rhombus anstelle der Raute gesprochen. Das Parallelepiped ersetzt den Spat und das Deltoid das Drachenviereck. Der Tetraeder ist häufiger als das Tetraeder. Potenzen werden (ähnlich wie z. B. im Tschechischen, aber in Österreich veraltend) anstatt mit hoch n auch mit zur n-ten bezeichnet. Der bundesdeutsche Begriff Dreisatz ist gänzlich unbekannt, diese Rechnung heißt Schlussrechnung.
Der Deutsche Krieg wird zum Österreichisch-Preußischen Krieg.

### Monatsnamen: Jänner, Feber und Februar

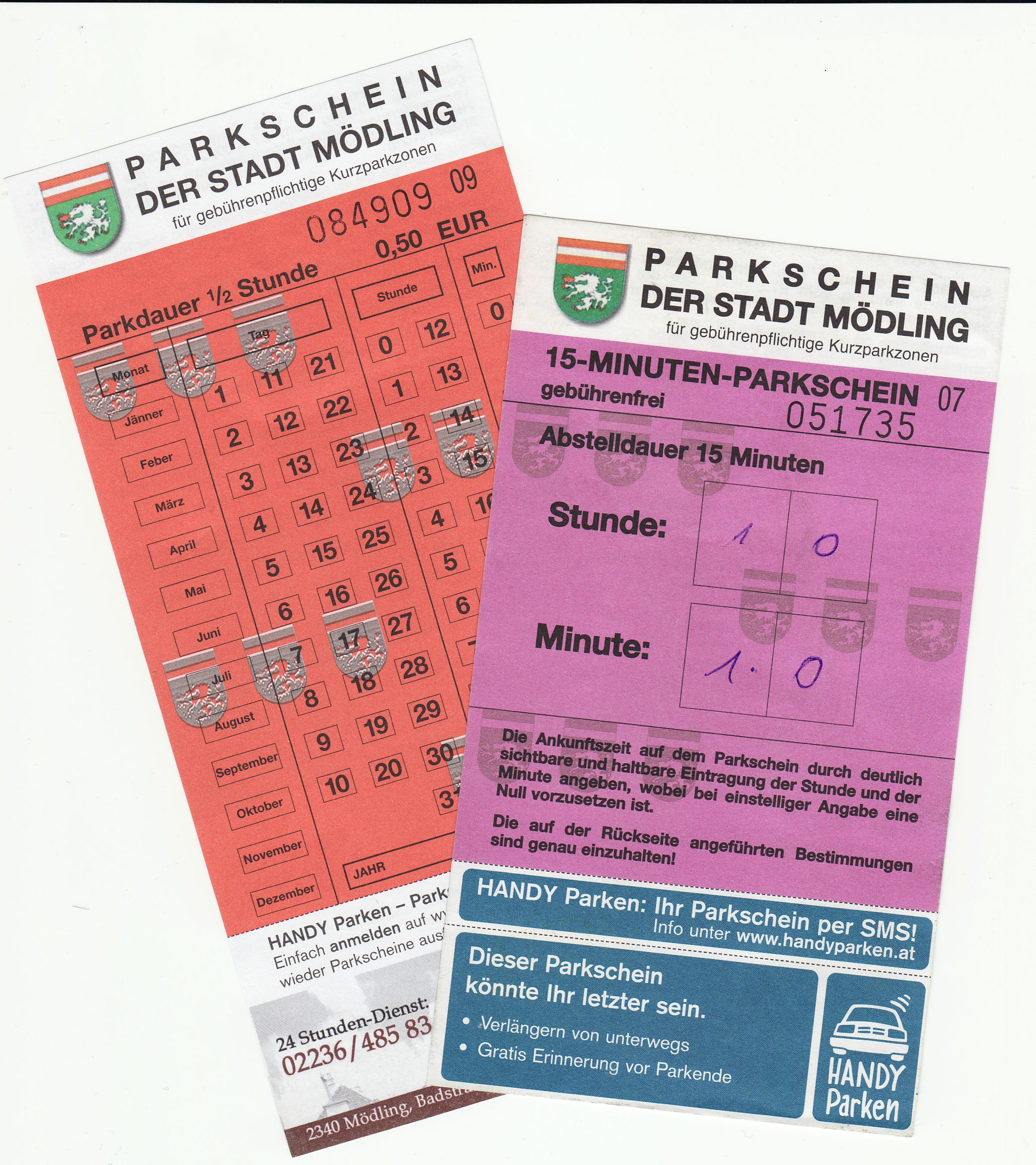
Auch auf Parkscheinen wird der sonst nicht sehr übliche Begriff Feber verwendet

Die in Österreich für den ersten Monat des Kalenderjahres verwendete Bezeichnung ist Jänner. Jänner wird offiziell benutzt und Januar ist in nahezu allen Bereichen unüblich. Jänner entspricht dem mittelhochdeutschen jener, jenner, das wiederum aus der spät- bzw. vulgärlateinischen Form Iēnuārius entstanden ist.
Jänner war bis in die 2. Hälfte des 18. Jahrhunderts im gesamten deutschen Sprachraum verbreitet, wurde dann aber bis ungefähr 1800 – mit Ausnahme des süddeutschen Sprachraumes – von der Form Januar verdrängt, die wiederum eine endungslose Variante des lateinischen Iānuārius ist. Jänner stellt somit aus neuhochdeutscher Sicht ein Erbwort aus dem Mittelhochdeutschen dar (weil es in die entsprechenden Lautwandelprozesse eingebunden war), wohingegen Januar – auch im Neuhochdeutschen – ein lateinisches Lehnwort ist (da es phonologisch und morphologisch dem neuhochdeutschen System angepasst wurde, aber seit seiner Entlehnung noch keine signifikanten, für die aktuelle Sprachform typischen Lautwandelprozesse durchlaufen hat).
Anders verhält es sich mit der Bezeichnung Feber für den zweiten Monat des Kalenderjahres. Hier war in der deutschen Volkssprache die Bezeichnung Hornung üblich, die aber dann über den Weg der humanistischen Kanzleisprache vom lateinischen Fremdwort februārius verdrängt wurde, das dann als Februar bzw. im Mitteldeutschen und Oberdeutschen als Feber ein Lehnwort wurde.
Eine dem Stamm Hornung entsprechende Form ist heute in Österreich auch auf basilektaler und mesolektaler Ebene (und damit in Ortsdialekten und Regiolekten) eher unwahrscheinlich anzutreffen. Es werden häufig Formen verwendet, die Februar entsprechen. Standardsprachlich ist Februar üblich; jedoch ist kanzleisprachlich (z. B. auf amtlichen Dokumenten) und auch umgangssprachlich immer wieder die ältere Form Feber anzutreffen, wie etwa auf Parkscheinen oder bei Eintragungen im österreichischen Reisepass.

### Küchenvokabular
Anlässlich der Volksabstimmung in Österreich über den Beitritt zur Europäischen Union im Juni 1994 ließ der Wiener Bürgermeister Helmut Zilk mit politischer Relevanz „Erdäpfelsalat bleibt Erdäpfelsalat“ auf großflächigen Plakaten affichieren, woran das Spannungsfeld „nationale Identität – EU-Identität“ an linguistischen Fragen deutlich wurde. Im Beitrittsvertrag ließ Österreich im „Protokoll Nr. 10 über die Verwendung spezifisch österreichischer Ausdrücke der deutschen Sprache“ 23 Bezeichnungen unter Schutz stellen.
Im Folgenden einige Beispiele aus der österreichischen Küchensprache, zunächst die österreichische Variante:
- Beiried – Roastbeef oder Rippenstück
- Blaukraut, Rotkraut – Rotkohl (beides auch in Süddeutschland, früher auch in Niederschlesien)
- Eierschwammerl – Pfifferling (auch in Bayern)
- Eierspeis(e) – Rührei
- Erdapfel – Kartoffel (beide Begriffe in Österreich in Gebrauch)
- Faschiertes – Hackfleisch
- Fisolen – grüne Bohnen (beide Begriffe in Österreich in Gebrauch)
- Germ – Hefe (auch in Bayern)
- Karfiol – Blumenkohl
- Kochsalat – Römersalat
- Kren – Meerrettich (auch in Bayern)
- Kukuruz – Mais (beide Begriffe in Österreich in Gebrauch)
- Marille – Aprikose (auch in Bayern)
- Obers oder Rahm – Sahne (auch in Deutschland)
- Paradeiser – Tomate (beide Begriffe in Österreich in Gebrauch)
- Ribisel – Johannisbeere (auch in Bayern)
- Rahne, Rauner, Rohne oder rote Rübe – Rote Bete (auch in Bayern)
- Sauerrahm – saure Sahne (auch in Bayern)
- Weckerl – Brötchen (auch in Bayern)
- Stelze – Eisbein
- Topfen – Quark (auch in Bayern)
- Vogerlsalat – Feldsalat

### Gewichtsbezeichnungen
Bei Lebensmitteln wird statt 10 Gramm die Bezeichnung 1 Deka(gramm), abgekürzt dag, früher dkg, verwendet (analog zu den anderen Nachfolgestaaten der österreichisch-ungarischen Monarchie, vgl. im Italienischen das Hektogramm un etto = 100 g = 10 dag). So lautet etwa die Bestellung 10 Deka Extrawurst und nicht 100 Gramm Fleischwurst.
Der Zentner wird in Österreich für eine Gewichtseinheit von 100 kg verwendet, in Deutschland für 100 Pfund (50 kg). Die in weiten Teilen von Deutschland verwendeten Begriffe Doppelzentner für 100 kg sowie Pfund für das halbe Kilogramm sind in Österreich unüblich.

### Österreichische Markennamen
Auch die Wirtschaft spielt im österreichischen Deutsch eine Rolle, wo beispielsweise einzelne Markennamen zu Austriazismen wurden. So wird heute für das Klebeband zumeist der Markenname TIXO verwendet, für dünne Salzstangen Soletti, für Schokoküsse Schwedenbomben, für Putzlappen Wettex, für Schnellkochtöpfe Kelomat und manchmal auch für Orangensaft Cappy und für Apfelsaft Obi.

### Ausdrücke aus dem medizinischen Bereich
Im medizinischen Bereich trifft man ebenfalls auf österreichische Fachtermini. Österreichische Ärzte betreiben eine Ordination (Deutsches Hochdeutsch: Praxis bzw. Sprechstunde). Ein Chefarzt ist in Österreich etwas anderes als in Deutschland: Der deutsche Chefarzt heißt in Österreich Primar(ius); der österreichische Chefarzt hingegen ist ein kontrollierender Arzt der Krankenkasse, der Beglaubigungen für den Krankenstand entgegennimmt sowie Genehmigungen für spezielle Rezepte, Medikamente und Heilbehelfe ausstellt. Es gibt auch noch, aber nicht mehr neu vergeben, den Dentisten. Ein Turnusarzt ist in Deutschland der Arzt im Praktikum. Für zahlreiche Verletzungen und Erkrankungen gibt es lokale, nicht nur dialektgeprägte Bezeichnungen wie Verkühlung und Feuchtblattern. Statt röntgen sagt man in Österreich auch röntgenisieren, sich verschlucken heißt auch sich verkutzen, Schluckauf nennt der Österreicher Schnackerl(stoßen), den Würgereflex (im Rachen) „es reckt mich“. Spricht der Österreicher vom Fuß, kann, wie auch in Süddeutschland, durchaus das Bein gemeint sein (analog auch Hand statt Arm). So denkt man, wenn jemand sagt, er habe sich den Fuß gebrochen, in Österreich in der Regel zunächst eher an eine Unterschenkelfraktur als an ein Geschehen am Fuß im engeren Sinn.

### Benennungen von Zahlen, Buchstaben und Zeichen

#### Zahlen
Zahlen werden als Substantive in Österreich generell auf -er gebildet und sind dann männlich. Es heißt also österreichisch der Einser, wo andernorts größtenteils die Eins die vorherrschende Form ist. Die Verwendung des Zahlwortes zwo für zwei zur Verdeutlichung des Unterschieds zu drei in hochsprachlichen Durchsagen (z. B. an Bahnhöfen) ist in Österreich im Gegensatz zu Deutschland kaum gebräuchlich, ausgenommen beim Österreichischen Bundesheer, der Feuerwehr und der Polizei, wo statt „zwei“ immer „zwo“ verwendet wird, um beim Hören die Verwechslung mit drei zu vermeiden – was für Außenstehende jedoch zumeist als gewöhnungsbedürftig und „typisch militärisch“ empfunden wird. Wenn nötig, erfüllt diese Funktion im alltäglichen Leben die bairische Variante zwoa/zwà.
Die Ordinalzahl lautet traditionell „der/die/das siebente“ statt „siebte“. Diese Form ist aber nicht ausschließlich in Österreich gebräuchlich, sondern auch in Deutschland zu finden. Die Form „siebter“ ist mittlerweile auch in Wien üblich, sowohl in der gesprochenen als auch in der schriftlichen Sprache:

„Wer sich den Siebten oder Achten nicht leisten kann, aber auf Großstadtflair nicht verzichten will, zieht in den Dritten – und wohnt immer ,in der Nähe des Rochusmarkts‘.“

Dezimalbrüche (Beispiel π ≈ 3,14): Statt „drei Komma eins vier“ wird in Österreich und Südbayern „drei Komma vierzehn“, gelegentlich auch „drei Ganze vierzehn“ gesprochen.

#### Buchstaben
Die österreichischen Benennungen der Buchstaben J und Q unterscheiden sich von denen in Deutschland und der Schweiz: J = „je“ (D und CH: „jot“); Q = „kwee“ (in der Mathematik und in Deutschland sowie der Schweiz: „ku“). Außerdem wird sch in Österreich bisweilen „schee“ beziehungsweise „esch“ anstatt „es-ze-ha“ buchstabiert. Diese Buchstabiergewohnheiten entsprechen denen der slawischen Nachbarsprachen (z. B. der Aussprache im Tschechischen) und haben in Österreich eine lange Tradition, wie die folgenden Zitate aus dem Lehrbuch „Anweiſung die deutſche Sprache richtig zu ſprechen, zu leſen und zu ſchreiben.“ aus dem Jahr 1794 zeigen:

„J, j (Jod, beſſer Je). Das j lautet gelinder als ch. Es ſtehet meiſtens im Anfange der Wörter: ja, Jahr, jemand. Der große Anfangsbuchſtab J bezeichnet den Selbſtlaut in un den Mitlaut j.“

„Q, q (Ku, beſſer Kwe). Auf q folget immer v und beyde Buchſtaben werden wie kw ausgesprochen: Quelle, Qual, bequemen.“

„Sch, ſch (Esceha, beſſer Sche). Dieser aus drey Buchſtaben ſ, c, h zuſammen geſetzte Buchſtab hat nur einen einzelnen Laut, der in einem vollen Ziſchen beſtehet: ſchaben, waſchen, der Menſch.“

Darüber hinaus ist es in Österreich, aber auch in weiten Teilen der Schweiz sowie Süd- und Westdeutschlands üblich, ß als scharfes S zu bezeichnen und nicht als Eszett. Österreicher verstehen unter Eszett zumeist die Buchstabenfolge sz und nicht den Einzelbuchstaben ß. Auch hier besteht eine lange Tradition:

„Das ß (Eßzet, beſſer das geſchärfte Es) lautet etwas schärfer als ſ, aber etwas gelinder als ſſ, und ſtehet nach einem gedehnten Selbſt- oder Doppellaute, wenn der Sauſelaut in der Biegung und Ableitung geschärft bleibt: groß, die Großen, größer, ſüß, verſüßen. Wenn das ß aber die Stelle des ſſ vertritt, ſo muſſ es auch gedoppelt geschärft ausgesprochen werden: Haß, häßlich, er ißt, mißt, von haſſen, eſſen, meſſen.“

#### Satzzeichen
Die Satzzeichen , und ; werden in Österreich im Unterschied zu Deutschland und der Schweiz Beistrich (wenn im Text) und Strichpunkt genannt. Auch das hat eine lange Tradition:

„Der Beyſtrich (,). Bey dieſem Zeichen muß mit der Stimme am kürzesten eingehalten werden.
Der Strichpunct (;). Er zeiget einen etwas längeren Ruhepunct an, als der Beyſtrich.“

### Uhrzeit
Speziell in Ost- und Südösterreich wird 14 Uhr 15 nicht als Viertel nach zwei, sondern als viertel drei oder, wie vorrangig in Salzburg, der Obersteiermark und Oberösterreich zu finden, als Viertel über zwei bezeichnet. Auch 14 Uhr 45 wird nur selten als Viertel vor drei, sondern als dreiviertel drei bezeichnet. Allerdings sind die Ausdrucksweisen „viertel drei“ und „dreiviertel drei“ auch im niederdeutschen und im ostmitteldeutschen Sprachraum sowie in Süddeutschland verbreitet.
Die Variante viertel XY+1, halb XY+1, dreiviertel XY+1 für XY:15, XY:30 und XY:45 wird bis heute auch in den anderen Sprachen der Donaumonarchie verwendet. Darüber hinaus war in den Zeitungen der Donaumonarchie die Schreibweise ¼4, ½4 und ¾4 üblich:
|            | Ö-Deutsch        | Tschechisch         | Slowenisch        | Ungarisch        |
| ---------- | ---------------- | ------------------- | ----------------- | ---------------- |
| 15:15 = ¼4 | viertel vier     | čtvrt na čtyři      | četrt na štiri    | negyed négy      |
| 15:30 = ½4 | halb vier        | půl čtvrté          | pol štirih        | fél négy         |
| 15:45 = ¾4 | dreiviertel vier | tři čtvrtě na čtyři | tričetrt na štiri | háromnegyed négy |
| 16:00 = 4  | vier             | čtyři hodiny        | štiri             | négy             |

## Grammatikalische Besonderheiten

### Wortbildung (Komposition und Fugenlaute)
Zwischen die Elemente zusammengesetzter Hauptwörter (Wortkomposition) tritt im österreichischen Deutsch (im Gegensatz zum Bundesdeutschen) oft ein Fugenlaut wie etwa das Fugen-s, z. B. „Zugsverspätung“ oder „Schweinsbraten“ (bundesdeutsch „Zugverspätung“ bzw. „Schweinebraten“). Auch bei zusammengesetzten Partizipien wird oft das Fugen-S verwendet, z. B. „verfassungsgebend“. Dieses Fugen-S wird oft fälschlich als Genitiv interpretiert. Andererseits tritt das Fugen-S in einigen Fällen im Gegensatz zum Sprachgebrauch in Deutschland nicht auf, z. B. „Adventkalender“ statt „Adventskalender“, „Schadenersatz“ statt „Schadensersatz“, „Schmerzengeld“ statt „Schmerzensgeld“ (letzteres nur legistisch).
Ebenso kommt es im österreichischen Deutsch abseits des Fugen-s auch bei anderen Wortkompositionen zu einem Fugenlaut, wo im Bundesdeutschen keiner vorkommt, beispielsweise beim österreichischen Halteverbot (offizielle Bezeichnung in Gesetzen usw.) im Vergleich zum offiziellen deutschen Haltverbot.

### Konjugation: 2. Person Plural-s
Die zweite Person Plural wird, wie auch in Teilen des süddeutschen Sprachraumes, im Präsens und Perfekt gern mit der Endung -ts versehen, um gegenüber der 3. Person Singular klarer abzugrenzen, vor allem wenn das Personalpronomen weggelassen wird (Habts (ihr) das gesehen?). Hinter diesem -s verbirgt sich das Personalpronomen és [eˑs], eine alte Dualform, die hier mit der Personalendung verschmolzen ist. In manchen Teilen des bairischen Dialektgebietes existiert dieses Personalpronomen auch noch als eigenständiges Wort.

### Modalverben: Perfekt
In Österreich wird bei der Perfektbildung der Modalverben kein Unterschied zwischen „Ich habe es nicht können“ (bundesdt. „gekonnt“) und „Ich habe es nicht machen können“ gemacht. Gleiches gilt für dürfen/gedurft, wollen/gewollt, sollen/gesollt und müssen/gemusst.

### Partizip Perfekt:-etund-en
Im österreichischen, aber auch südbayerischen Gebrauch wird das Partizip Perfekt bei den einst stark konjugierten Verben schalten (schielt, geschalten) und spalten (spielt, gespalten) alternativ mit der sprachgeschichtlich älteren Endung -(e)n statt der neueren Endung -(e)t gebildet. Analog dazu gibt es diese Varianten auch beim Verb salzen.
Beispiele:
- schalten – schaltete – geschalten gegenüber schalten – schaltete – geschaltet. Etwa: Der Fernseher ist eingeschalten. = Der Fernseher ist eingeschaltet.
- spalten – spaltete – gespalten gegenüber spalten, spaltete, gespaltet
- salzen – salzte – gesalzen gegenüber salzen – salzte – gesalzt

Umgekehrt wird in Österreich beim Verb hauen und seinen Ableitungen wie etwa abhauen fast ausschließlich die schwache Konjugation mit der Endung -t verwendet:
- hauen – haute – gehaut gegenüber hauen – hieb – gehauen bzw. er ist abgehaut gegenüber er ist abgehauen

Weiters ist in Österreich beim Verb winken neben dem schwachen Partizip gewinkt auch die starke Variante gewunken normativ eher akzeptiert als in Deutschland:
- winken – winkte – gewunken gegenüber winken – winkte – gewinkt

Die beiden Varianten existieren schon länger nebeneinander und gewunken konnte trotz lange andauernder schulischer Intervention nicht beseitigt werden, das bezeugt die Erwähnung in der Schulgrammatik von Popowitsch (1754) im Vergleich zum heutigen Österreichischen Wörterbuch, das gewunken ohne weiteren Kommentar als Variante akzeptiert:

„Winken iſt ein regelmäßiges Zeitwort, ich winkte, ich habe gewinket, nicht, ich habe gewunken.“

„winken; winkte/gewinkt (auch: gewunken)“

Demgegenüber trägt gewunken im für Deutschland von vielen als maßgeblich angesehenen Duden den Qualifikator umgangssprachlich:

„Perfektbildung mit »hat«; 2. Partizip gewinkt, auch, besonders umgangssprachlich: gewunken“

### Perfekt:habenundseinbei Positionsverben
In Österreich (wie auch in der Deutschschweiz und im gesamten süddeutschen Sprachraum) wird für die Bildung des Perfekts von Verben, die die Körperhaltung ausdrücken, genauso wie für Verben der Bewegung, (auch hochsprachlich) generell als Hilfsverb „sein“ verwendet. Zu den betroffenen Verben gehören zum Beispiel:
- „sitzen“ (sitzen – bin gesessen, aber: einsitzen (im Gefängnis) – habe gesessen),
- „stehen“ (stehen – bin gestanden, aber: gestehen – habe gestanden),
- „liegen“ (liegen – bin gelegen)

und in Teilen der Steiermark und Kärntens umgangssprachlich:
- „schlafen“ (schlafen – bin geschlafen).

Dieser Umstand wurde bereits von Johann Siegmund Popowitsch in seiner Schulgrammatik von 1754 bezeugt:

„Liegen, ich lag, ich läge jacérem; ich habe gelegen, lieg. Im Hochteutſchen ſpricht man nicht, ich bin gelegen.“

„Sizen, ich ſaß ſedebam, du ſaßeſt, er ſaß; wir ſaßen, ihr ſaßet, ſie ſaßen; ich ſäſſe ſederem, ich bin geſeſſen, ſiz.“

„Stehen, du ſtehst, er ſteht; ich ſtund, ich ſtünde ſtarem, ich bin geſtanden, ſteh.“

Hingegen schlafen:

„Schlafen, du ſschläfst, er ſschläft; ich ſchlief, ich habe geſchlafen, ſchlaf.“

### Präteritum/Imperfekt
Ebenso wie im gesamten Dialektgebiet südlich der Speyerer Linie (Appel/Apfel-Linie) ist das Präteritum, in Österreich auch Mitvergangenheit genannt, in der österreichischen Umgangssprache eher ungebräuchlich. „Ich ging“ oder „ich sah“ wird als fremdartig empfunden, lediglich die Verben sein und wollen werden im Präteritum gebraucht. Normal ist zu sagen: „ich bin gegangen“ oder „ich habe gesehen“. In der Schriftsprache allerdings wird die Mitvergangenheit verwendet.
Das Präteritum ist in den oberdeutschen Dialekten in frühneuhochdeutscher Zeit ausgestorben. Eine Erklärung dafür ist, dass im Oberdeutschen generell das auslautende „-e“ u. a. bei den Vergangenheitsformen auf „-te“ ausgefallen war: „sagt-e“ > „sagt“, „kauft-e“ > „kauft“. Dadurch konnten von vielen Verben die Vergangenheits- und Gegenwartsformen lautlich nicht mehr unterschieden werden, was dazu geführt haben soll, dass das Präteritum insgesamt außer Gebrauch gekommen ist. Einer anderen Theorie zufolge wurde das Präteritum zu Gunsten des synthetischen Konjunktivs aufgegeben bzw. von ihm verdrängt.
Darüber hinaus ist es im Gegensatz zum Rest Europas in allen alpenländischen Sprachen üblich, die Hauptvergangenheitszeit als zusammengesetzte Zeitform zu bilden; das österreichische Deutsch teilt dieses Phänomen nicht nur mit dem gesamten süddeutschen Raum, sondern auch mit Tschechisch, Slowakisch, Slowenisch, Serbokroatisch, Französisch und dem Norden des italienischen Sprachgebiets.

### Gebrauch des Konjunktivs
In Österreich wird, wie in Deutschland, für die indirekte Rede in der Umgangssprache eher der Indikativ verwendet. Wenn ein Satz tatsächlich im Konjunktiv I gesprochen wird, so drückt das in Österreich ein Misstrauen aus.
Beispiel: Er hat gesagt, dass er in der Stadt gewesen ist. Im Gegensatz dazu: Er sagte, dass er in der Stadt gewesen sei. – drückt aus, dass man es eigentlich nicht glaubt.
Das gilt jedoch nicht für alle Medien, in manchen wird der Konjunktiv wie in Deutschland verwendet.
Der Konjunktiv selbst wird eher als Irrealis gebraucht. (Zu seiner Bildung siehe den Grammatikteil des Artikels Bairische Sprache.)

### Geschlecht (Genus)
Die Zuordnung von Substantiven zu einem der drei Genera variiert zwischen den Standardvarietäten des Deutschen geringfügig. Zur Veranschaulichung der Besonderheiten in der österreichischen Standardsprache seien hier Beispiele angeführt, die österreichische Variante jeweils an erster Stelle genannt:
- die Ausschank – der Ausschank (in der Schweiz und Deutschland)
- das Brösel – der Brösel (in Deutschland mit Ausnahme des Südostens)
- das Puff – der Puff (in Deutschland mit Ausnahme des Südostens)
- die Schneid – der Schneid (in der Schweiz und Deutschland mit Ausnahme des Südostens)

Auch bei der Übernahme von Fremdwörtern hat sich in einigen Fällen ein anderes Genus etabliert, Beispiele:
- das Cola – die Cola (in der Schweiz und Südost-Deutschland auch Neutrum in Gebrauch)[47]
- das E-Mail – die E-Mail (in Österreich und der Schweiz sind beide Formen in Gebrauch)[48]
- das Keks – der Keks (in Österreich Neutrum in Gebrauch)[49]
- das Service – der Service (in Österreich sind beide Formen in Gebrauch)[50]
- der Spray – das Spray (in Deutschland neben der Form in Neutrum in Gebrauch)

In den Dialekten gibt es, wie in den anderen deutschsprachigen Ländern, zahlreiche Unterschiede zur regionalen Standardsprache, hier also der österreichischen, die in einigen Grenzfällen auch Genusschwankungen in dieser Standardsprache bedingen. Beispiele hierfür sind in Österreich:
- der Butter – die Butter (umgspr. auch in Altbayern)
- der Radio – das Radio (für das Radioempfangsgerät; umgspr. auch in Altbayern)
- das Teller – der Teller
- der Zwiebel – die Zwiebel (findet man sogar im Supermarkt auf dem Preisschild; umgspr. auch in Altbayern)
- der Schok(o)lad – die Schokolade (entspricht der französischen Form le chocolat, ebenfalls männlich; umgspr. auch in Altbayern)

Ziffern, insbesondere die Schulnoten, sind im Süden des deutschen Sprachraums, z. B. in Bayern, Österreich, der Schweiz, männlich: der Einser, der Fünfer, sonst weiblich: die Eins, die Sechs.

### Idiomatik, Kollokationen
Unterschiede gibt es auch beim Gebrauch von Präpositionen zur Angabe von Zeiten oder Orten.
| Österreich | Deutschland                                                             |
| --- | ----------------------------------------------------------------------- |
| etwas um fünf Euro kaufen (auch in Bayern, im Schriftdeutsch zurückgedrängt)                                                                | etwas für fünf Euro kaufen                                              |
| „am“ als Kurzform für auf dem (umgangssprachlich; auch in Altbayern): am Berg, am Opernball, am Tisch (z. B. in „das Essen steht am Tisch“) | auf dem (ugs. auf’m) Berg, auf dem Tisch                                |
| auf Urlaub fahren (auch Altbayern) | in den Urlaub fahren                                                    |
| in die Schule gehen | auch: zur Schule gehen                                                  |
| in der Arbeit (auch süddeutsch) | auf oder bei der Arbeit                                                 |
| zu Mittag, Weihnachten, Ostern (auch Südbayern sowie im ost-, teilweise auch westmitteldeutschen Raum)                                      | an (mehr im Süden) bzw. zu (mehr im Norden) Mittag, Weihnachten, Ostern |

Bei der Verwendung von Verben gibt es Unterschiede bei der alternativen Bedeutung.
| Österreich | Deutschland |
| --- | --- |
| irgendwohin gehen (ugs. auch in Bayern)                                                                             | auch: irgendwohin laufen (wird in Österreich fast nur für „rennen, eilen“ benutzt)                                                                      |
| angreifen (im Sinne von „berühren“, z. B. „greif mein Handy nicht an“)                                              | anfassen (wird in Österreich als sehr gehoben verstanden)                                                                                               |
| sich ausgehen (z. B. „diese Sache geht sich nicht aus“; ugs. auch in Bayern)                                        | etwas schaffen, etwas gerade noch erreichen (zeitlich), gehen bzw. passen (z. B. „diese Sache geht/passt schon“), aufgehen (z. B. „das geht nicht auf“) |
| einem abgehen (z. B. „du gehst mir ab“, „mir geht der Wein ab, seit ich es an der Leber habe“; ugs. auch in Bayern) | etwas vermissen, einem fehlen (z. B. ich vermisse dich, du fehlst mir)                                                                                  |
| auf etwas vergessen (z. B. „ich habe auf deinen Geburtstag vergessen“)                                              | etwas verschwitzen, versäumen (z. B. „ich habe deinen Geburtstag verschwitzt“)                                                                          |

## Schreibweise
In der Schreibweise gibt es auch nach der Rechtschreibreform einzelne Unterschiede. Statt ohne Weiteres wird in Österreich beispielsweise ohneweiters bevorzugt.
Einige Wörter werden aussprachebedingt anders geschrieben; so zum Beispiel die österreichisch-süddeutsche Variante Geschoß (mit langem o) im Gegensatz zum bundesdeutschen Geschoss oder das österreichische Kücken statt des bundesdeutschen Küken.

## Österreichische Aussprache und das Lautsystem
Die österreichische Aussprache und das Lautsystem (Phonetik und Phonologie) enthalten zahlreiche nationale Besonderheiten.

### Allophone im österreichischen Deutsch

#### Allgemeine Anmerkung zur Stimmhaftigkeit bei Plosiven und Frikativen
Für die Stimmhaftigkeit im Österreichischen Deutsch lassen sich folgende Regelhaftigkeiten feststellen:
Im Anlaut /#CV/ verlieren
- /b/ (Bsp.: das Band = [tas pant]),
- /d/ (Bsp.: das Dach = [tas tax]),
- /g/ (Bsp.: das Gold = [tas ko̞lt]) und
- /s/ (Bsp.: die Sonne = [ti so̞nɛ])

generell ihre Stimmhaftigkeit. Davon teilweise ausgenommen sind /b/, /d/ und /g/ bei manchen Sprechern aus Teilen Kärntens.
Im Inlaut /VCV/ wird die Stimmhaftigkeit abgeschwächt oder geht ganz verloren, d. h., die folgenden Laute variieren von schwach stimmhaft bis stimmlos.
- /b/ (Bsp.: die Gabe),
- /d/ (Bsp.: die Lade),
- /g/ (Bsp.: die Waage),
- /s/ (Bsp.: die Nase).

Daraus folgt, dass die Unterscheidung zwischen ‹s› auf der einen Seite und ‹ß› sowie ‹ss› auf der anderen Seite im Österreichischen Deutsch oft nicht aufgrund von Stimmhaftigkeitsunterschieden geschieht, sondern durch andere Merkmale, wie etwa die relative zeitliche Länge und die Intensität der Friktion (Hüllkurvenförmiges Rauschen durch Wirbel im Luftstrom, also jenes Merkmal, das Frikative wie etwa [f] oder [s] ausmacht)
Im Auslaut /C#/ bzw. vor stimmlosen Konsonanten geht die Stimmhaftigkeit generell verloren.

#### Plosive
In Anlehnung an die im Mittelbairischen im Anlaut weitgehend fehlende Unterscheidung zwischen den Konsonanten „p“ und „b“, „t“ und „d“ sowie (in geringerem Maße und nur regional) „k“ und „g“, der sogenannten Lenisierung, hören sich diese Konsonanten bei vielen Sprechern gleich an. Die Endungen auf -ig werden zumeist als solche ausgesprochen (so heißt es beispielsweise Könik oder fertik und nicht wie in Deutschland größtenteils üblich Könich, fertich). Für die Endung -ig wurden daher in der Rechtschreibung von 1996, die von der gesprochenen Sprache ausgeht, zwei getrennte Regeln definiert, die beide gesprochenen Varianten zu einer verschriftlichten zusammenführen (sowohl -[iç] als auch -[ik] ergibt geschrieben -ig).

#### Aspiration
Die im bundesdeutschen Deutsch übliche Aspiration von Plosiven tritt im österreichischen Deutsch nur kaum bis gar nicht auf: [p] statt [pʰ], [t] statt [tʰ]. Einzig und allein /k/ wird häufig als [kʰ] realisiert. Beispiel: Einen Espresso bitte!

#### Nasale
Im österreichischen Deutsch gibt es eine starke Tendenz zu silbischen Nasalen und Nasalplosiven (in der englischsprachigen Terminologie Nasal release), bei denen der nasale Anteil den Silbengipfel bildet. Dies tritt insbesondere bei der Endung -en auf. Bei Nasalplosiven erfolgt die Verschlusssprengung nicht an den Lippen oder der Zunge, sondern am Velum, sodass der orale Verschluss bestehen bleibt. Der Luftstrom geht daher durch die Nase und nicht durch den Mund, wie es bei nichtnasalen Plosiven der Fall wäre. Der Artikulationsort wird dabei vom vorangehenden Plosiv oder Frikativ bestimmt. Beispiele für Nasalplosive: Kluppen ['klupᵐ], Krawatten [kra'ʋatⁿ], Frittaten [fri'tatⁿ]. Beispiele für silbische Nasale: Krankenkassen ['kraŋʔŋ̩ˌkʰasn̩], Affen ['afn̩] oder ['afm̩] etc.

#### Liquide

##### Vibranten
Der Vibrant /r/ kann sowohl mit der Zungenspitze [r] als auch uvular [ʀ] realisiert werden. Beispiel: Rose ['roːsɛ] ist gleichwertig mit ['ʀoːsɛ].

##### Lateralapproximanten
Wie bei den Nasalen tendiert das österreichische Deutsch zu silbischem /l/. Dabei wird der Artikulationsort von /l/ ebenfalls an den vorangehenden Plosiv oder Frikativ angepasst. Beispiele: Kugel ['kuːɡɫ̩], Apfel ['apfl̩], Strudel [ʃtruːdl̩].

#### Vokale
Vokale sind im österreichischen Deutsch generell gespannter als im bundesdeutschen Deutsch. Die Opposition von langem offenem [ɛː] und langem geschlossenem [eː] existiert in der österreichischen Aussprache der Standardsprache nicht. „Sägen“ und „Segen“ klingen somit homophon.

#### Schwa-Laute
Anstelle der im bundesdeutschen Deutsch üblichen Schwa-Laute [ə] (für /-e/) und [ɐ] (für /-er/) tritt im österreichischen Deutsch üblicherweise ein kurzes [ɛ] bzw. ein kurzes [a] auf, also für <Mitte> ['mitɛ] statt ['mɪtʰə] und für <Winter> ['ʋinta] statt ['vɪntʰɐ].

### Lehnwörter
Viele Lehnwörter unterscheiden sich in Betonung und Aussprache vom Gebrauch in anderen deutschen Sprachgebieten, so etwa keine Nasalierung bei Beton, Saison (auch mit -ei-), Aussprache mit /k/ von Chemie, China, abweichende Betonung von Kaffee, Mathematik, Tabak, Telefon, Anis, Platin.
In Österreich wird das Phonem /s/, das in der deutschen Orthographie als <s> wiedergegeben wird, fast durchgängig stimmlos ausgesprochen. Dies führt manchmal zu Verwirrung bei österreichischen Lesern von Sprachführern, die Beispiele wie „S wie in Sonne“ verwenden, um die stimmhafte Aussprache zu erklären.
Des Weiteren sprechen viele Österreicher das „st“ und „sp“ in manchen lateinischen, griechischen, französischen oder englischen Wörtern nicht als „scht-“ oder „schp-“, sondern als „st-“ und „sp-“, z. B. Standard, Statistik, spezifisch (aber etwa: speziell immer mit „schp-“ gesprochen). Spurt wird oftmals mit englischer Aussprache verwendet. Lehnwörter aus dem Französischen wie Chance werden fast immer französisch ausgesprochen (Ausnahme z. B. Portier).
Beim Kontrollor ist ein Unterschied zum bundesdeutschen Kontrolleur auch orthographisch markiert.
Häufig sind die hier angeführten Aussprachebeispiele jedoch nicht beschränkt auf Österreich, sondern sind auch im süddeutschen Raum (vor allem Bayern und Baden-Württemberg) anzutreffen (z. B. die zitierte Aussprache von Chemie, China, Telefon).
Markennamen werden in Österreich üblicherweise in der Original-Aussprache übernommen. „Eindeutschungen“ wie in Deutschland bei Michelin oder Colgate finden selten statt.

## Rezeption im Ausland
Eine 2006 veröffentlichte Untersuchung, die die österreichische Sprachforscherin Jutta Ransmayr bei Deutschlehrenden und Studenten im Vereinigten Königreich, Frankreich, Tschechien und Ungarn durchführte, zeigte, dass die österreichische Sprachvarietät oft für einen Dialekt gehalten wird. Dadurch wird das österreichische Deutsch von Lehrenden in Westeuropa für „zweitklassig, altmodisch oder fehlerhaft“ gehalten, während es in mittel- und osteuropäischen Staaten wie Tschechien und Ungarn weiterhin gelehrt wird. Ursache für beide Phänomene ist laut Ransmayr, dass der letzte Sprachexport Österreichs zur Zeit der k.u.k.-Monarchie stattgefunden hat.
Der deutsche Verlag Langenscheidt hat 2010 erstmals ein 1.440-seitiges „Österreichisches Englischwörterbuch“ herausgebracht, das auch rund 2000 Austriazismen enthält.

## Sprachwissenschaftliche Debatten

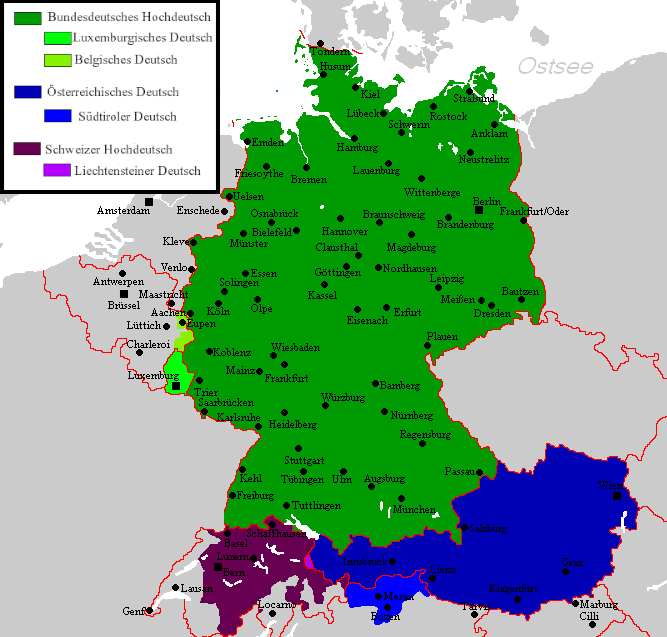
Die Verbreitung der nationalen und regionalen Standardvarietäten ohne Beachtung des Dialektkontinuums

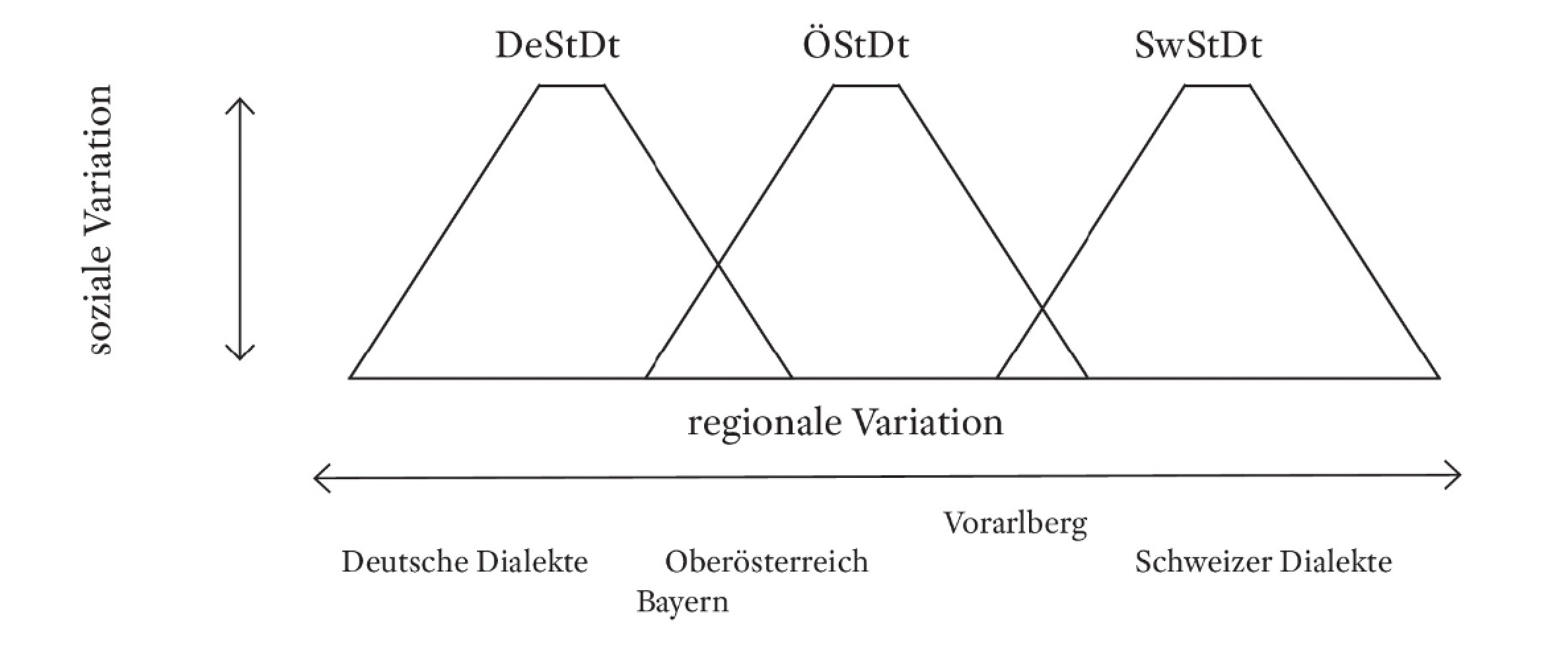
Schematische Darstellung der Plurizentrik des Deutschen mit drei Standardvarietäten nach Dollinger (Dollinger 2021: Abb. 2.2, S. 47)

Die Frage nach dem Status des österreichischen Deutsch wurde und wird in der Sprachwissenschaft kontrovers diskutiert. Bis in die 1980er Jahre war in der Germanistik eine „monozentrische“ Auffassung vorherrschend, die vom Binnendeutsch als allgemeingültigem Standard ausging und dazu neigte, die österreichischen und schweizerischen Varietäten des Deutschen als defizitär oder dialektal aufzufassen. Seither wurde im Anschluss an Heinz Kloss und Michael Clyne unter maßgeblicher Beteiligung österreichischer Linguisten das Konzept des Deutschen als plurizentrischer Sprache entwickelt, eine „Modellierung der staatlich basierten regionalen Variation der deutschen Standardsprache“, in der österreichisches und schweizerisches Deutsch gegenüber dem „deutschländischen“ Deutsch gleichberechtigte Standardvarietäten darstellen. Seit den 1990er Jahren gibt es wiederum Bestrebungen, der Konzeption weitgehend einheitlicher nationaler Sprachvarietäten eine „pluriareale“ Betrachtungsweise entgegenzusetzen, die sowohl grenzübergreifende sprachliche Gemeinsamkeiten als auch innerstaatliche sprachliche Unterschiede, etwa zwischen West- und Ostösterreich, stärker betont. In der zum Teil mit großer Schärfe geführten wissenschaftlichen Debatte spielen auch sprachpolitische Gesichtspunkte eine Rolle; während Vertreter der plurizentrischen Theorie die Funktion der Sprache als Mittel nationaler Identitätskonstruktion eher positiv bewerten, stehen Vertreter der pluriarealen Theorie einer nationalen Betrachtungsweise eher ablehnend gegenüber und bemühen sich um eine supra- oder postnationale Perspektive.

### Wörterbücher
- Christiane M. Pabst (Red.), Magdalena Eybl (Mitarb.) et al.: Österreichisches Wörterbuch. Herausgegeben im Auftrag des Bundesministeriums für Bildung, Wissenschaft und Forschung. Vollständige Ausgabe mit dem amtlichen Regelwerk. 44., aktualisierte Auflage, öbv, Wien 2022, ISBN 978-3-209-10747-3 (mit den Rechtschreibänderungen, basierend auf den Vorschlägen des Rats für deutsche Rechtschreibung 2017).
- Jakob Ebner: Österreichisches Deutsch. Wörterbuch der Gegenwartssprache in Österreich. Hrsg.: Duden. 5., völlig überarbeitete und erweiterte  Auflage. Dudenverlag, Berlin 2019, ISBN 978-3-411-04985-1 (davor in der 4. Aufl., 2009, als: Wie sagt man in Österreich? Wörterbuch des österreichischen Deutsch, ISBN 978-3-411-04984-4).
- Ulrich Ammon, Hans Bickel, Alexandra N. Lenz (Hrsg.): Variantenwörterbuch des Deutschen. Die Standardsprache in Österreich, der Schweiz, Deutschland, Liechtenstein, Luxemburg, Ostbelgien und Südtirol sowie Rumänien, Namibia und Mennonitensiedlungen. 2., völlig neu bearbeitete und erweiterte  Auflage. Walter de Gruyter, Berlin 2016, ISBN 978-3-11-024543-1.
- Oswald Panagl, Peter Gerlich (Hrsg.): Wörterbuch der politischen Sprache in Österreich. öbv, Wien 2007, ISBN 978-3-209-05952-9.
- Langenscheidt-Redaktion: Langenscheidt Österreichisches Englisch-Wörterbuch Englisch-Deutsch/Deutsch-Englisch. Langenscheidt, Berlin 2010, ISBN 978-3-468-11391-8.

Für Wörterbücher mit Hauptfokus auf die Mundarten siehe Deutsche Dialekte in Österreich und die Unterartikel.

### Einzelpublikationen
- Ulrich Ammon: Die deutsche Sprache in Deutschland, Österreich und der Schweiz: Das Problem der nationalen Varietäten. de Gruyter, Berlin/New York 1995.
- Michael Clyne: Die österreichische Nationalvarietät des Deutschen im wandelnden internationalen Kontext. (1993).
- Stefan Dollinger: Österreichisches Deutsch oder Deutsch in Österreich? Identitäten im 21. Jahrhundert. 3. Auflage. New Academic Press, Wien/Hamburg 2021 (Online-Ausgabe).
- Birte Kellermeier-Rehbein: Plurizentrik. Einführung in die nationalen Varietäten des Deutschen. Erich Schmidt Verlag, Berlin 2014, ISBN 978-3-503-15550-7.
- Jan-Hendrik Leerkamp: Die österreichische Varietät der deutschen Sprache, LINSE (Linguistik-Server Essen), 2003 (PDF, 29 Seiten).
- Rudolf Muhr, Richard Schrodt (Hrsg.): Österreichisches Deutsch und andere nationale Varietäten plurizentrischer Sprachen in Europa. Wien 1997.
- Heinz-Dieter Pohl: Österreichische Identität und österreichisches Deutsch. In: Kärntner Jahrbuch für Politik 1999: S. 71–103.
- Wolfgang Pollak: Was halten die Österreicher von ihrem Deutsch? Eine sprachpolitische und soziosemiotische Analyse der sprachlichen Identität der Österreicher. (1992, Wien, Österreichische Gesellschaft für Semiotik/Institut für Soziosemiotische Studien.)
- Gregor Retti: Austriazismen in Wörterbüchern. Zum Binnen- und Außenkodex des österreichischen Deutsch. Phil. Diss. Innsbruck 1999.
- Richard Reutner: Der Streit um Wörter. Anmerkungen zum Österreichischen Deutsch im 18. Jahrhundert. In: Österreich in Geschichte und Literatur 4, 2001, S. 240–249.
- Robert Sedlaczek: Das österreichische Deutsch. Ueberreuter, Wien 2004, ISBN 3-8000-7075-8.
- Peter Wiesinger: Die deutsche Sprache in Österreich. Eine Einführung. In: Peter Wiesinger (Hrsg.): Das österreichische Deutsch. Schriften zur deutschen Sprache. Band 12, Böhlau, Wien/Köln/Graz 1988.
- Peter Wiesinger: Das österreichische Deutsch in Gegenwart und Geschichte. 3. Auflage, Lit Verlag, Wien/Berlin 2014, ISBN 978-3-8258-9143-5.
- Peter Wiesinger: Österreichisches Deutsch kompakt. Geschichte und Gegenwart. Hrsg. von Peter Ernst. Wien 2024, ISBN 978-3-7069-1177-1.
- Astrid Wintersberger: Österreichisch-Deutsch Wörterbuch. Residenz Verlag, Salzburg/Wien 1995, ISBN 3-7017-0963-7.
- Ruth Wodak: Wir sind nicht Duden-Land. In: Wiener Journal, Juni 1994, S. 26–27.

### Sammelbände und Publikationsreihen
- Rudolf Muhr, Richard Schrodt, Peter Wiesinger (Hrsg.): Österreichisches Deutsch – Linguistische, sozialpsychologische und sprachpolitische Aspekte einer nationalen Variante des Deutschen (PDF, 407 Seiten), Wien, 1995, Verlag Hölder-Pichler-Tempsky (Beiträge der internationalen Sprachwissenschafter-Tagung „Österreichisches Deutsch“ an der Karl-Franzens-Universität Graz vom 22. bis 24. Mai 1995).

– Richard Schrodt: Der Sprachbegriff zwischen Grammatik und Pragmatik: Was ist das österreichische Deutsch? 1995.
- Serie Österreichisches Deutsch – Sprache der Gegenwart. Hrsg. von Rudolf Muhr und Richard Schrodt. Peter Lang Verlag, Frankfurt am Main:
  - Band 3, Heidemarie Markhardt: Das Österreichische Deutsch im Rahmen der EU. ISBN 3-631-53084-6 (376 Seiten).
  - Band 7, Heidemarie Markhardt: Wörterbuch der österreichischen Rechts-, Wirtschafts- und Verwaltungsterminologie. 2. Auflage, ISBN 3-631-55247-5 (134 Seiten).
  - Band 8, Jutta Ransmayr: Der Status des Österreichischen Deutsch an nicht-deutschsprachigen Universitäten. Eine empirische Untersuchung. 2006, ISBN 978-3-631-55242-1.
  - Band 10, Rudolf Muhr, Manfred Sellner u. a.: Zehn Jahre Forschung zum Österreichischen Deutsch: 1995–2005. Eine Bilanz. 2006, ISBN 978-3-631-55450-0 (insbesondere: Heidemarie Markhardt: 10 Jahre „Austriazismenprotokoll“ in der EU: Wirkung und Nichtwirkung – Chancen und Herausforderungen. S. 11–38).

## Medien
- Österreichisches Deutsch im Radio. Eine Sendereihe in Zusammenarbeit mit Radio Helsinki 17. Mai – 28. Juni 2008. Online: radio.oedeutsch.at, Forschungsstelle Österreichisches Deutsch, Karl-Franzens-Universität Graz.